# Ерк'є
Ерк'є (італ. Erchie, сиц. Erchie) — муніципалітет в Італії, у регіоні Апулія,  провінція Бриндізі.
Ерк'є розташований на відстані близько 470 км на схід від Рима, 110 км на південний схід від Барі, 28 км на південний захід від Бриндізі.
Населення — 8900 осіб (2014).
Щорічний фестиваль відбувається 5 червня e 13 грудня. Покровитель — Santa Lucia.

## Демографія
Населення за роками:

Станом на 1 січня 2023 року в муніципалітеті офіційно проживало 45 іноземців з 15 країн, серед них 12 громадян країн Євросоюзу та 1 громадянин України.

## Сусідні муніципалітети
- Аветрана
- Мандурія
- Орія
- Сан-Панкраціо-Салентино
- Торре-Санта-Сузанна